# Won't Be Sorry
"Won't Be Sorry" är en låt skriven/komponerad av Niklas Carson Mattsson och Marcus Svedin, som är den officiella vinnarlåten för Idol 2023. Låten, som även är producerad av Carson Mattsson och Svedin, är inspelad av det årets Idol-finalister Saga Ludvigsson och Cimberly Wanyonyi, och gavs officiellt till Wanyonyi efter att hon hade korats som vinnare i säsongsfinalen den 1 december.